# 아오자이

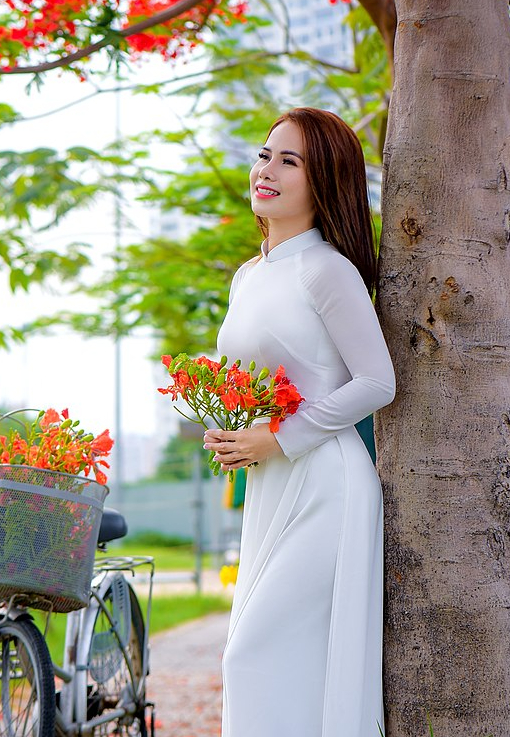
아오자이를 입은 여성

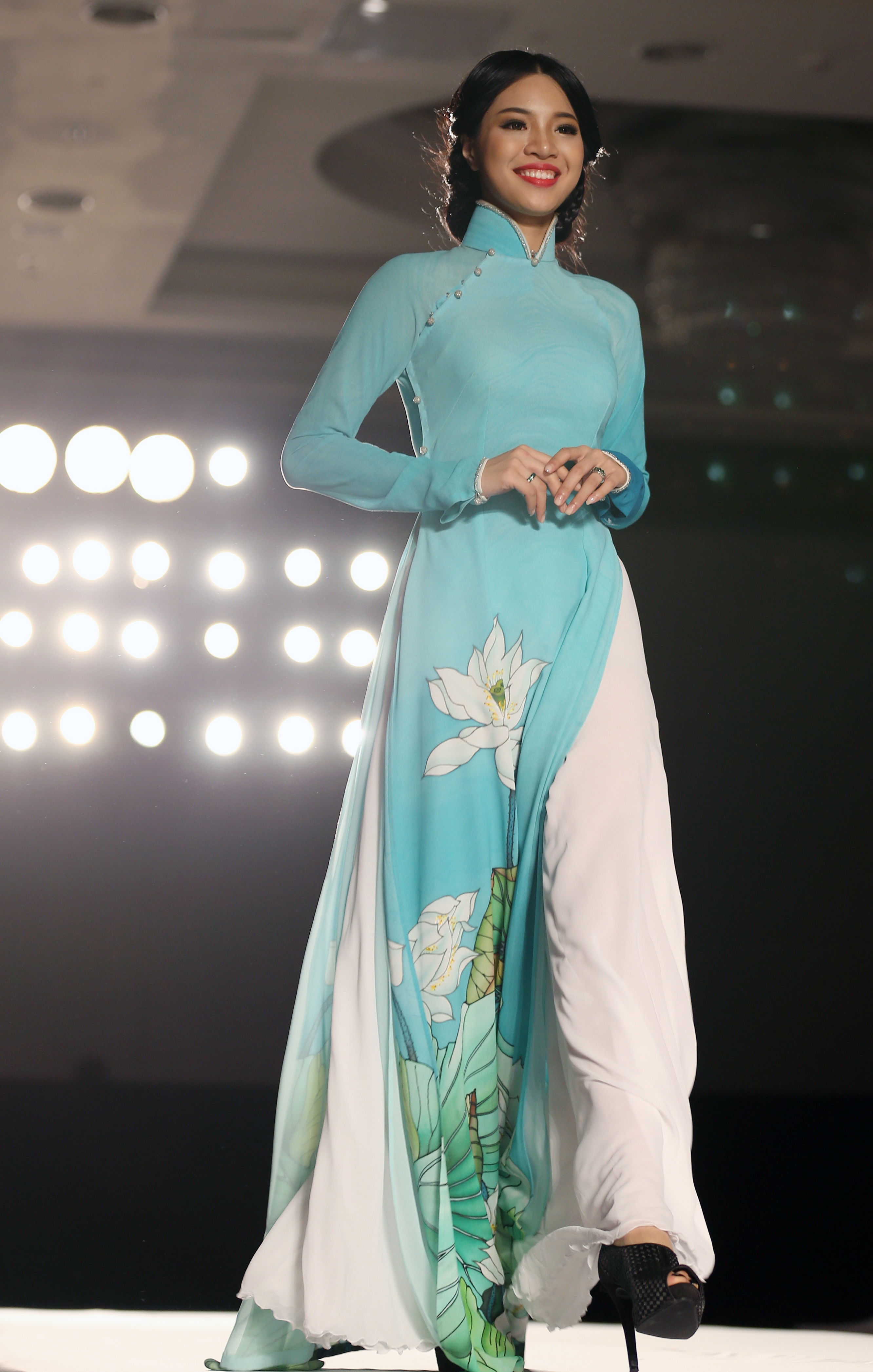
한복-아오자이를 패션쇼

아오자이(베트남어: Áo dài아오 자이 / 襖𨱽?)는 베트남의 민속 의상이다. 아오자이란 "긴 옷"이란 뜻이며, 여러 민속 의상중에 현대에는 주로 여성이 입는 옷을 한정하여 가리킨다. 매우 인기있는 의상으로, 명절이나 행사, 일상의상, 여학생 교복 등으로 자주 애용된다.
아오자이는 인도, 파키스탄 등 인도 이슬람 문화를 따르는 국가의 샬와르 카미즈, 쿠르타와 유사하다.

## 오해
많은 사람들이 베트남 아오자이가 중국 치파오의 영향을 받았다고 착각하는 경우가 많은데, 사실 이 두 종류의 의상은 서로 관련이 없다.
베트남 아오자이는 최소 100년 동안 중국 치파오 앞에 나타났다. 아오자이는 교복으로 생활 하곤 했다.

## 같이 보기
- 치파오

## 현대
현대 베트남에서 관공서나 학교, 금융기관 등에서 일하는 여직원들은 아오자이를 입는다. 흰색 아오자이는 주로 여고생들의 교복으로 활용되고 있다. 아오자이를 입은 여성은 논을 함께 쓰기도 한다.

## 갤러리

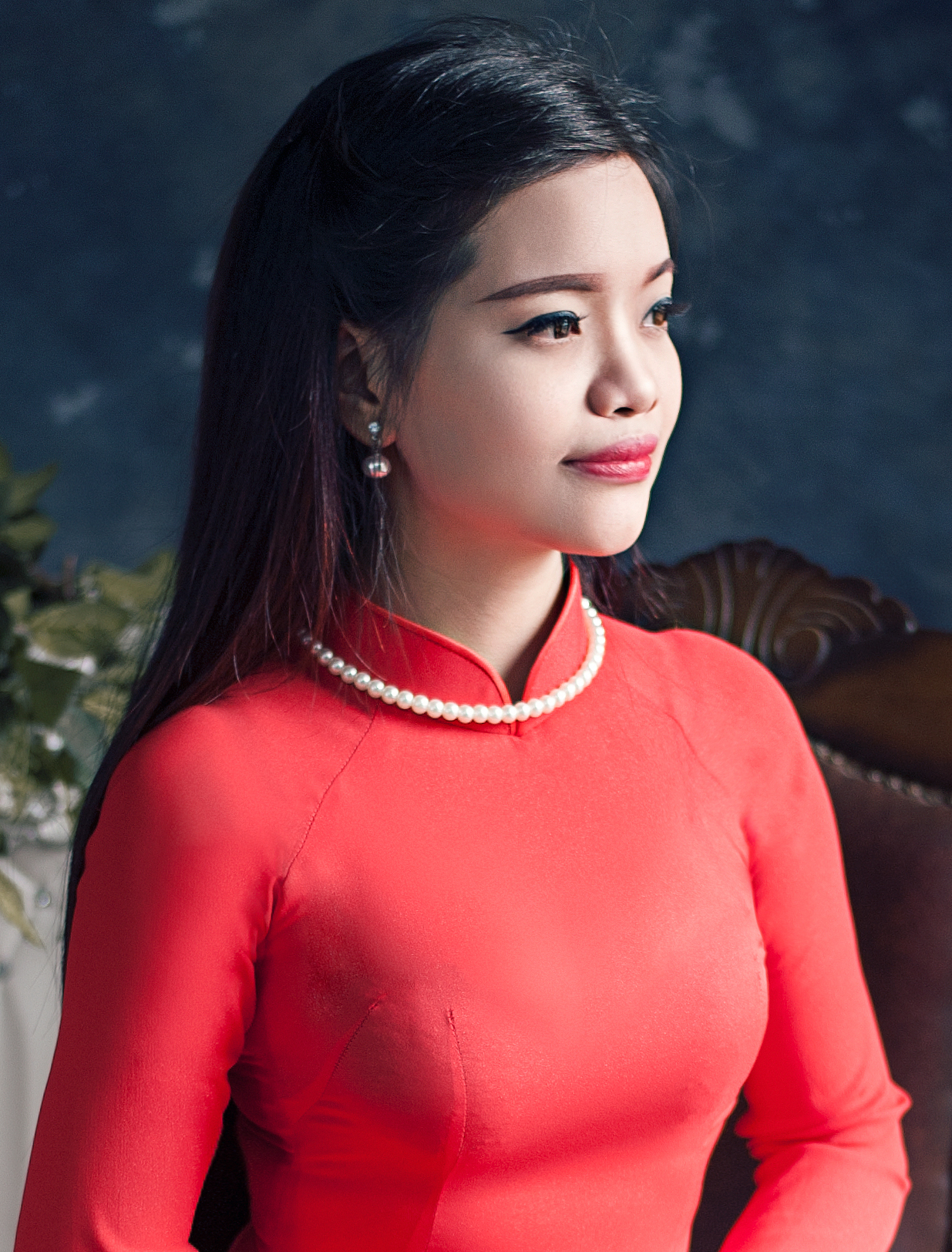
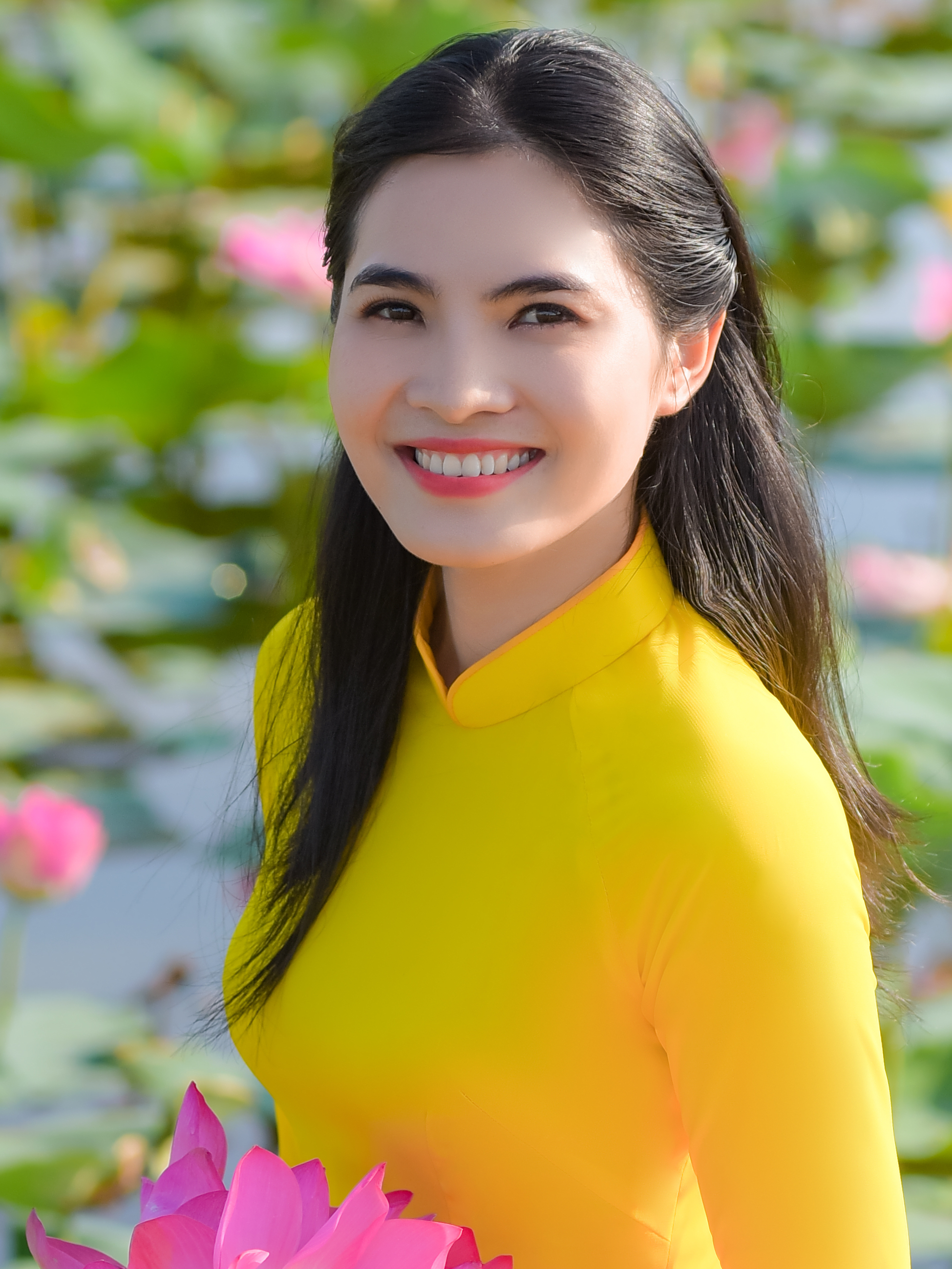
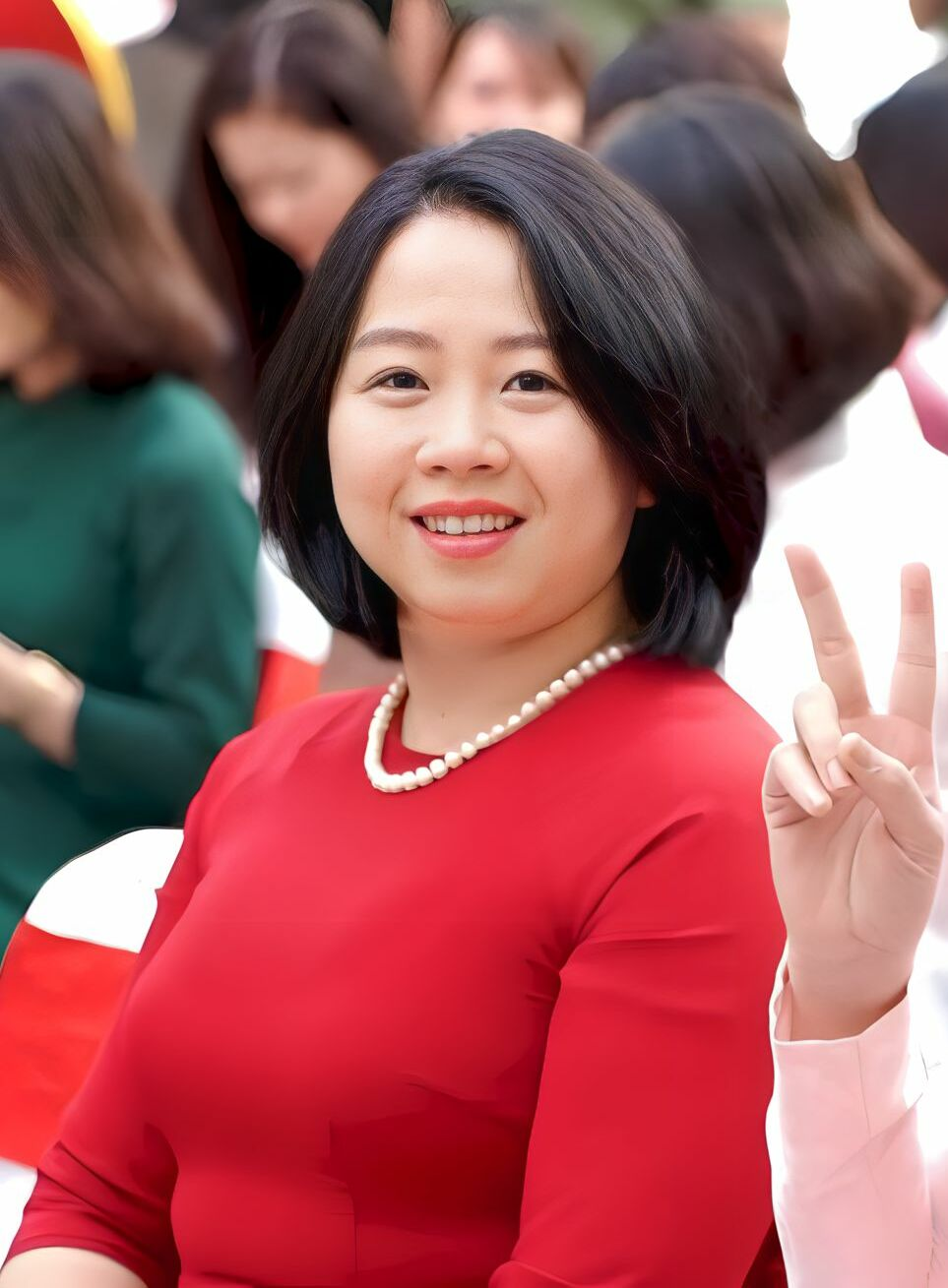
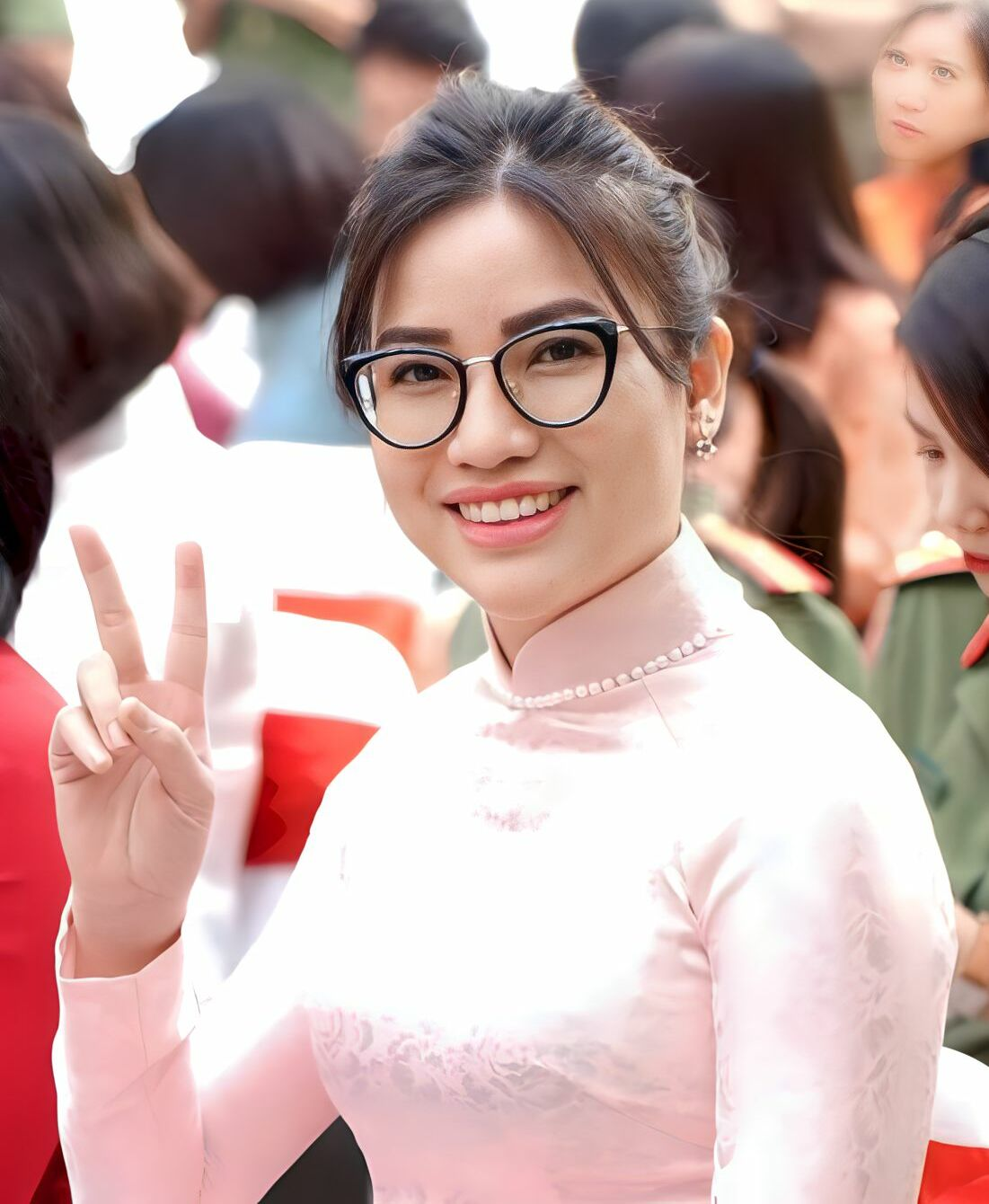
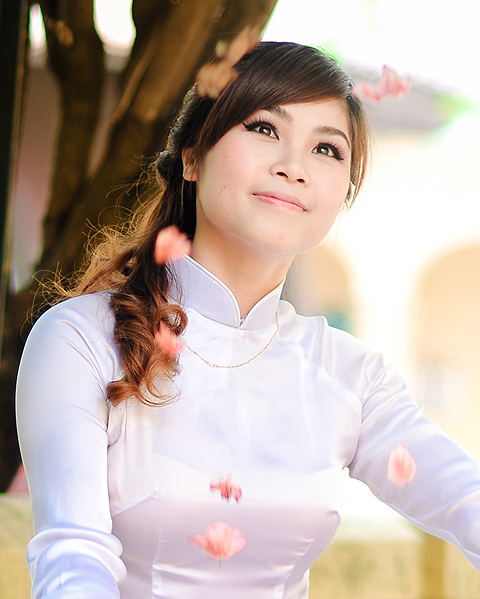
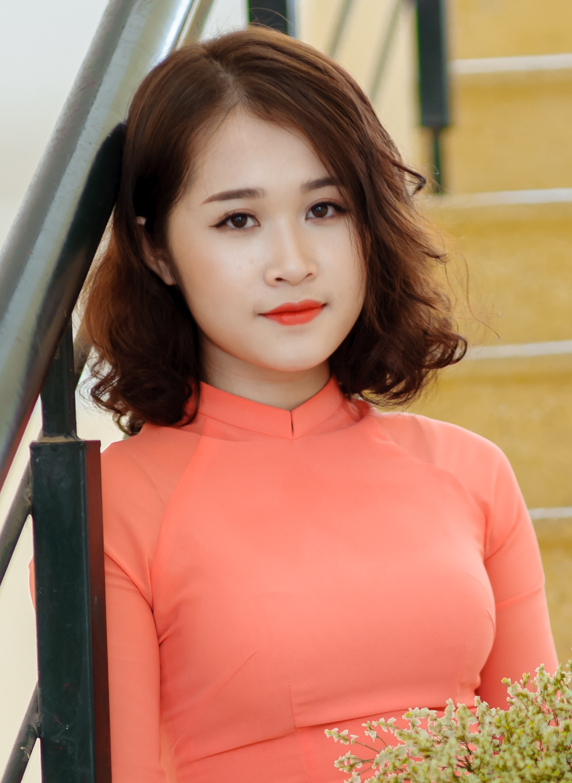
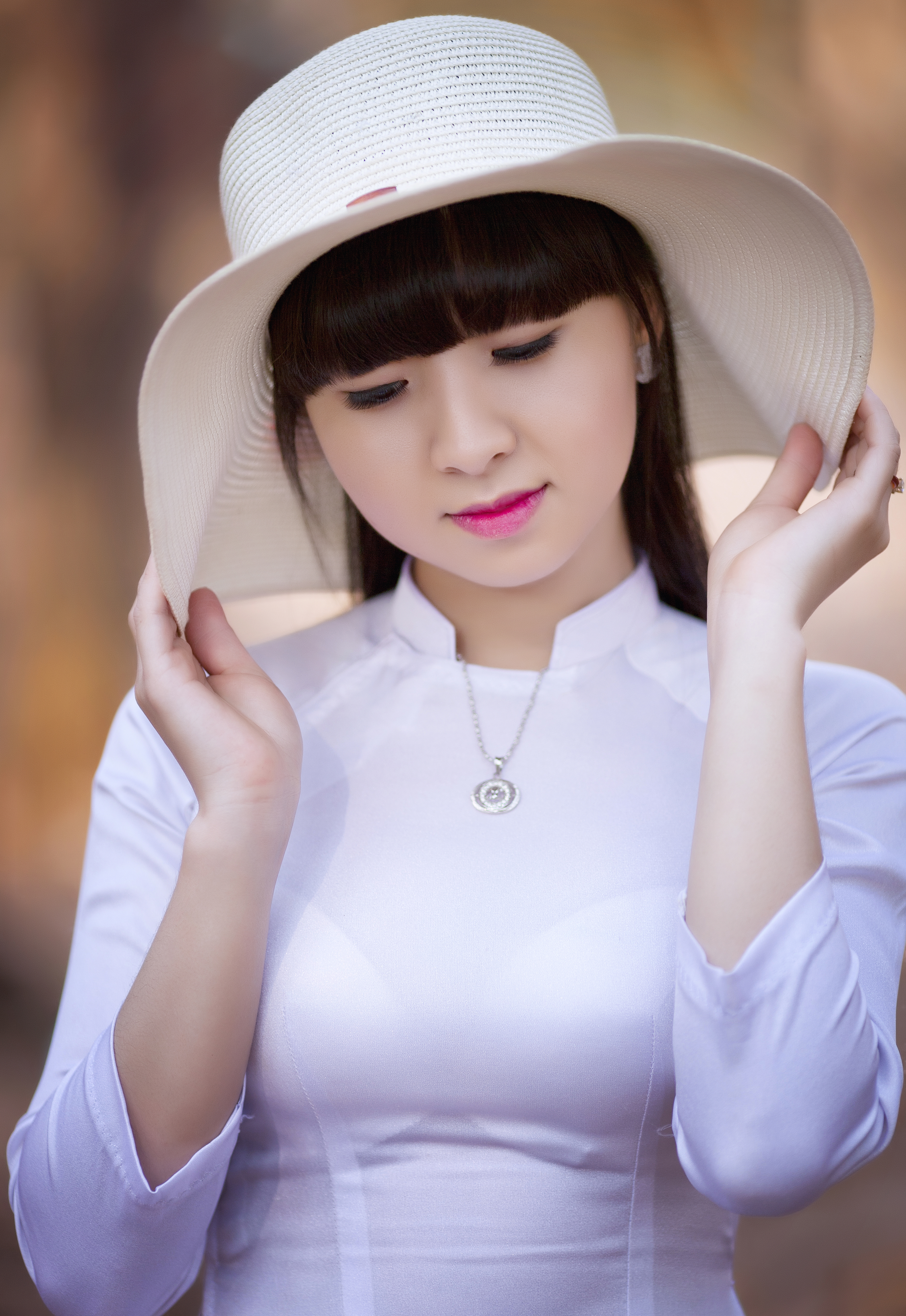
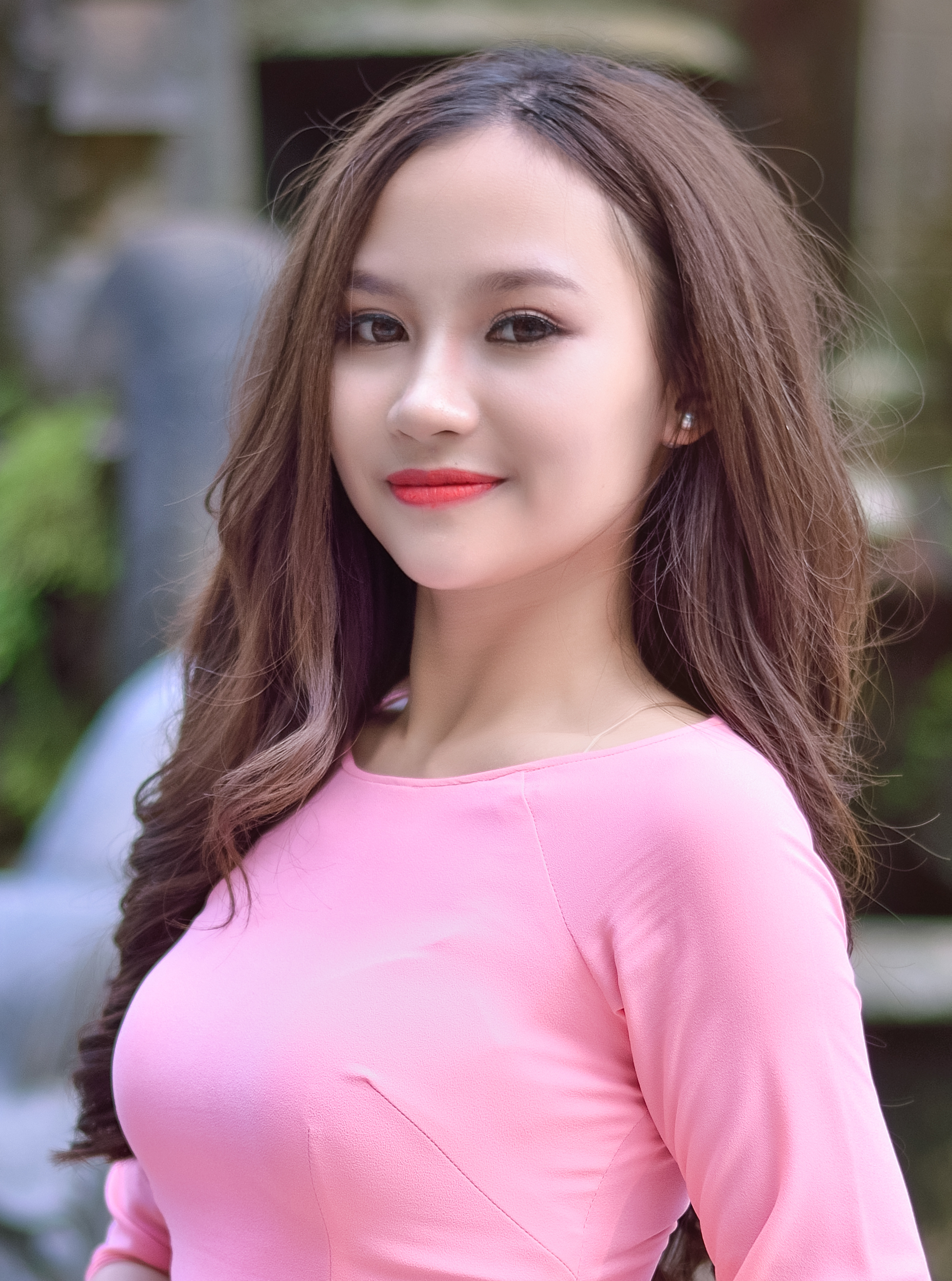
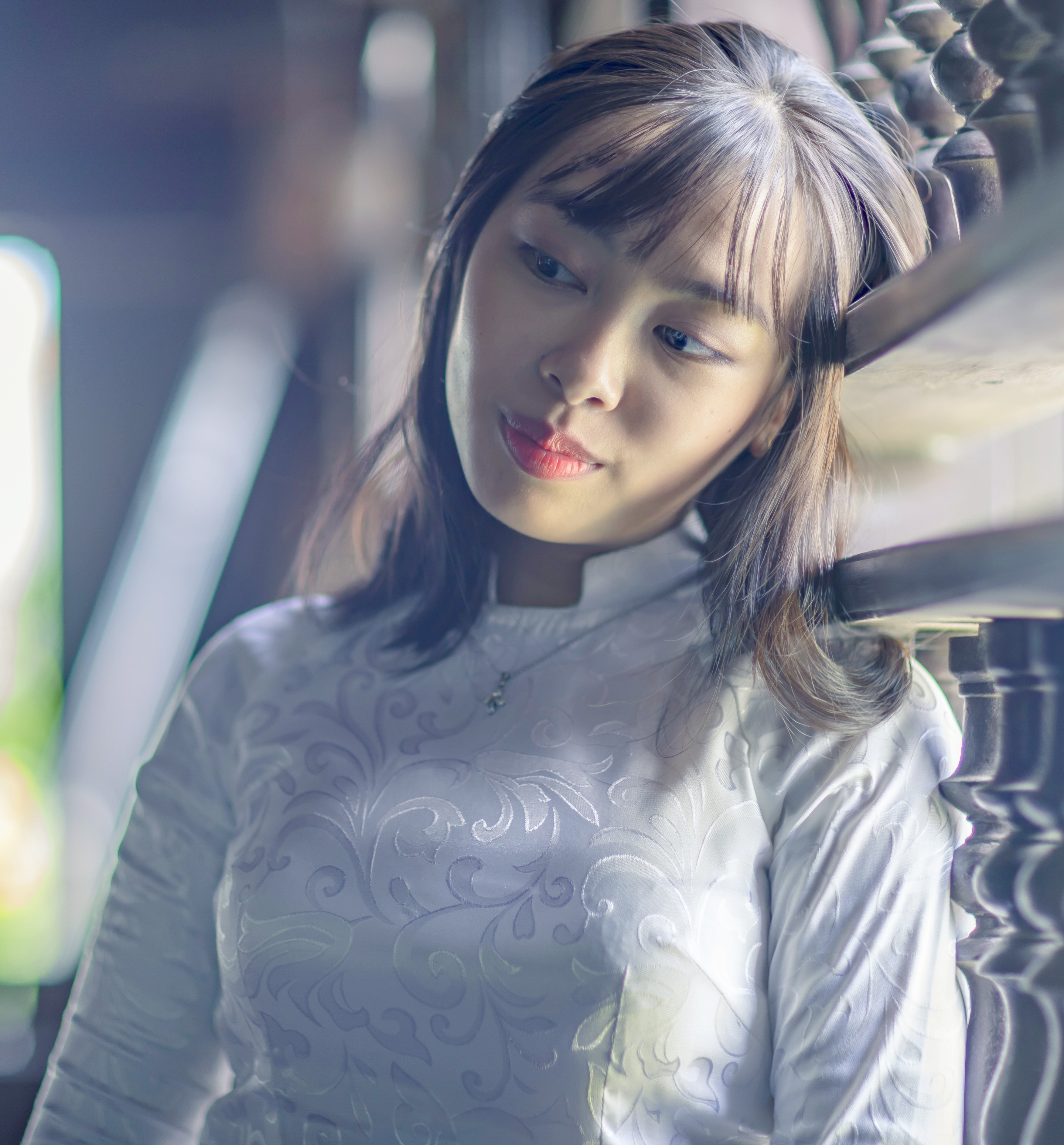
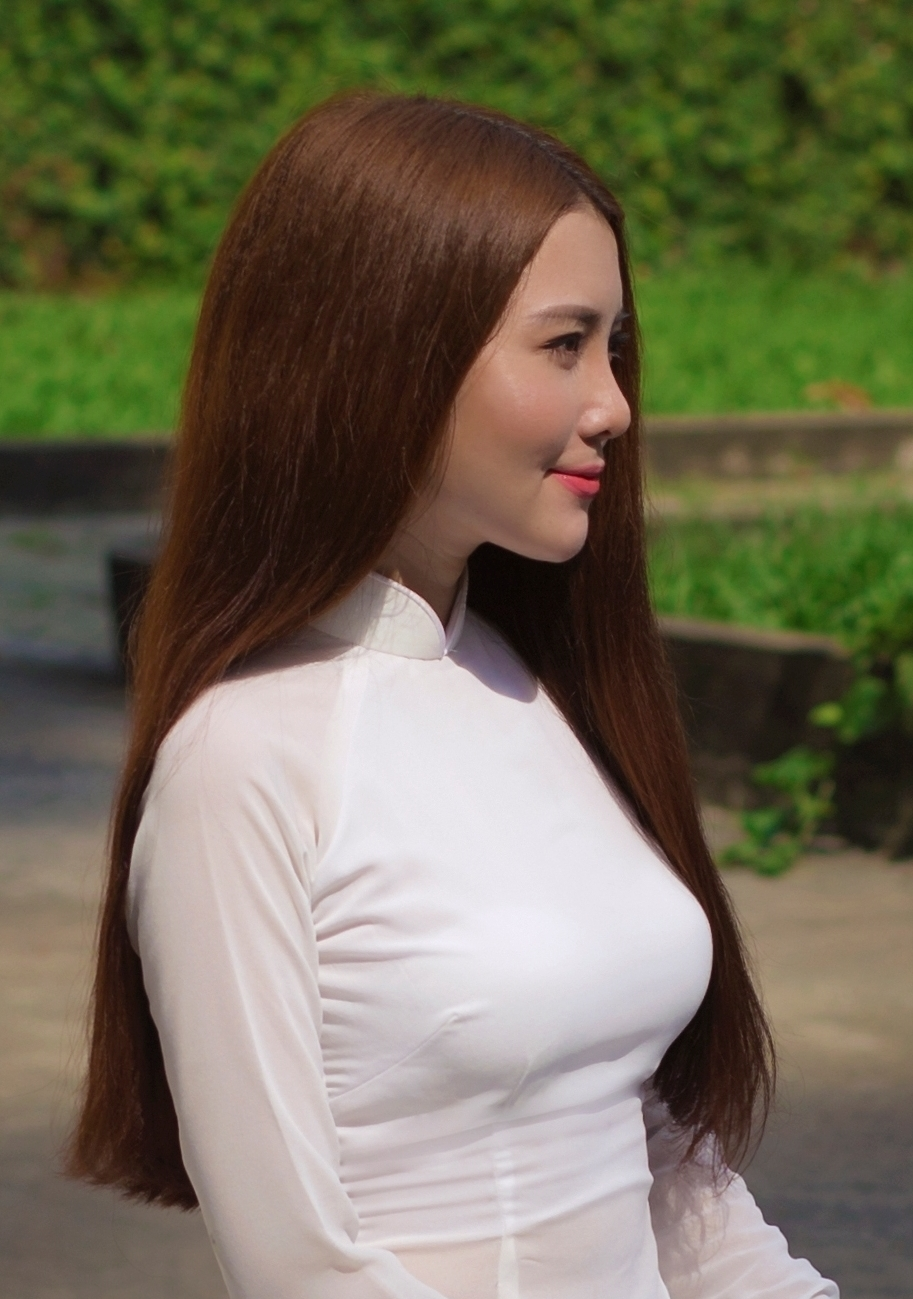
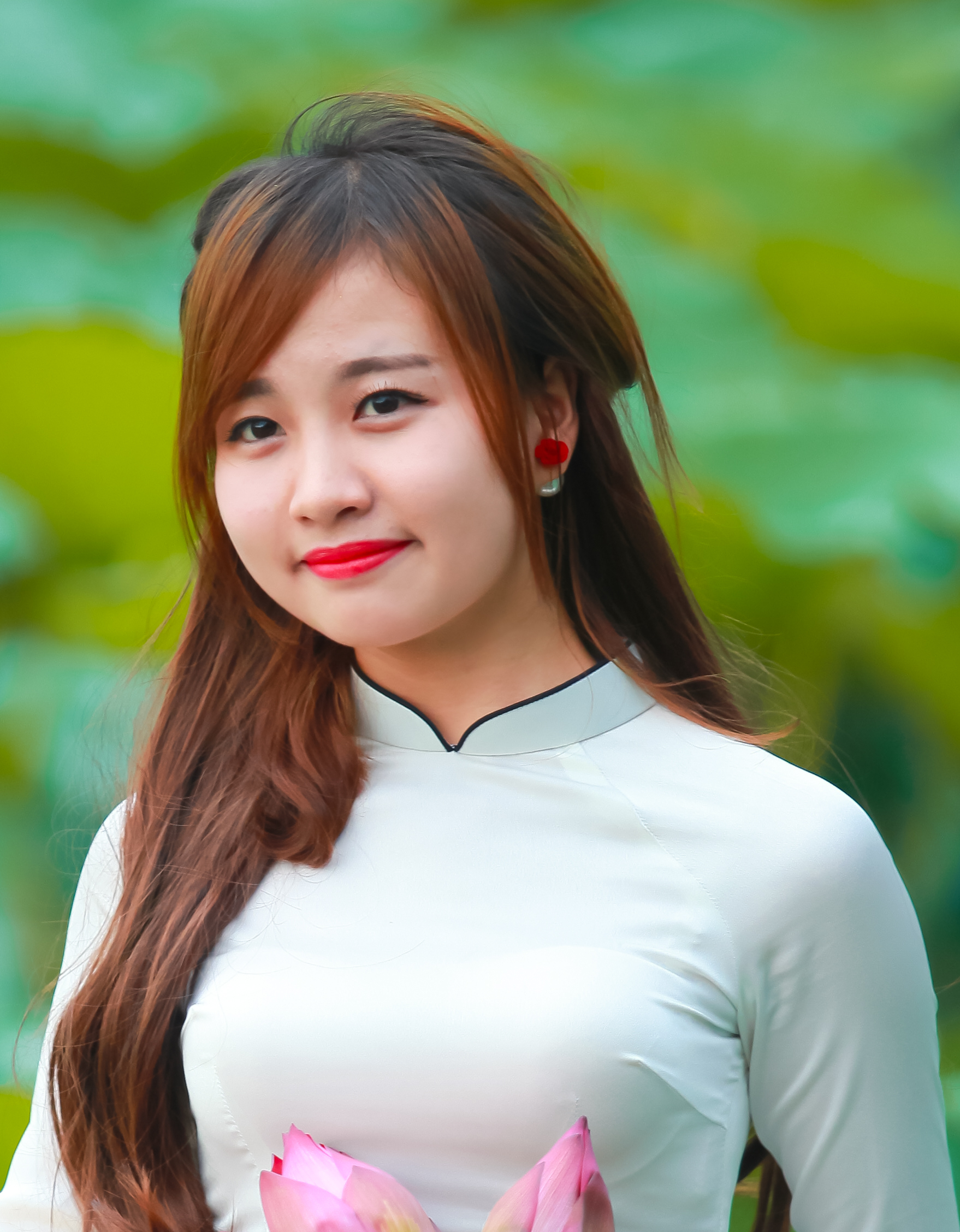
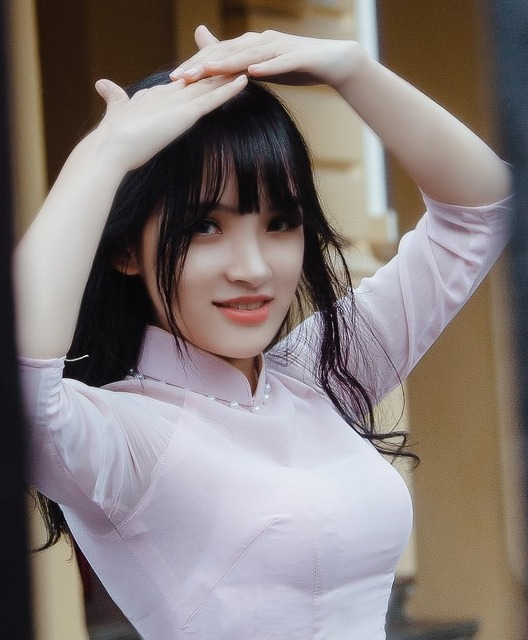
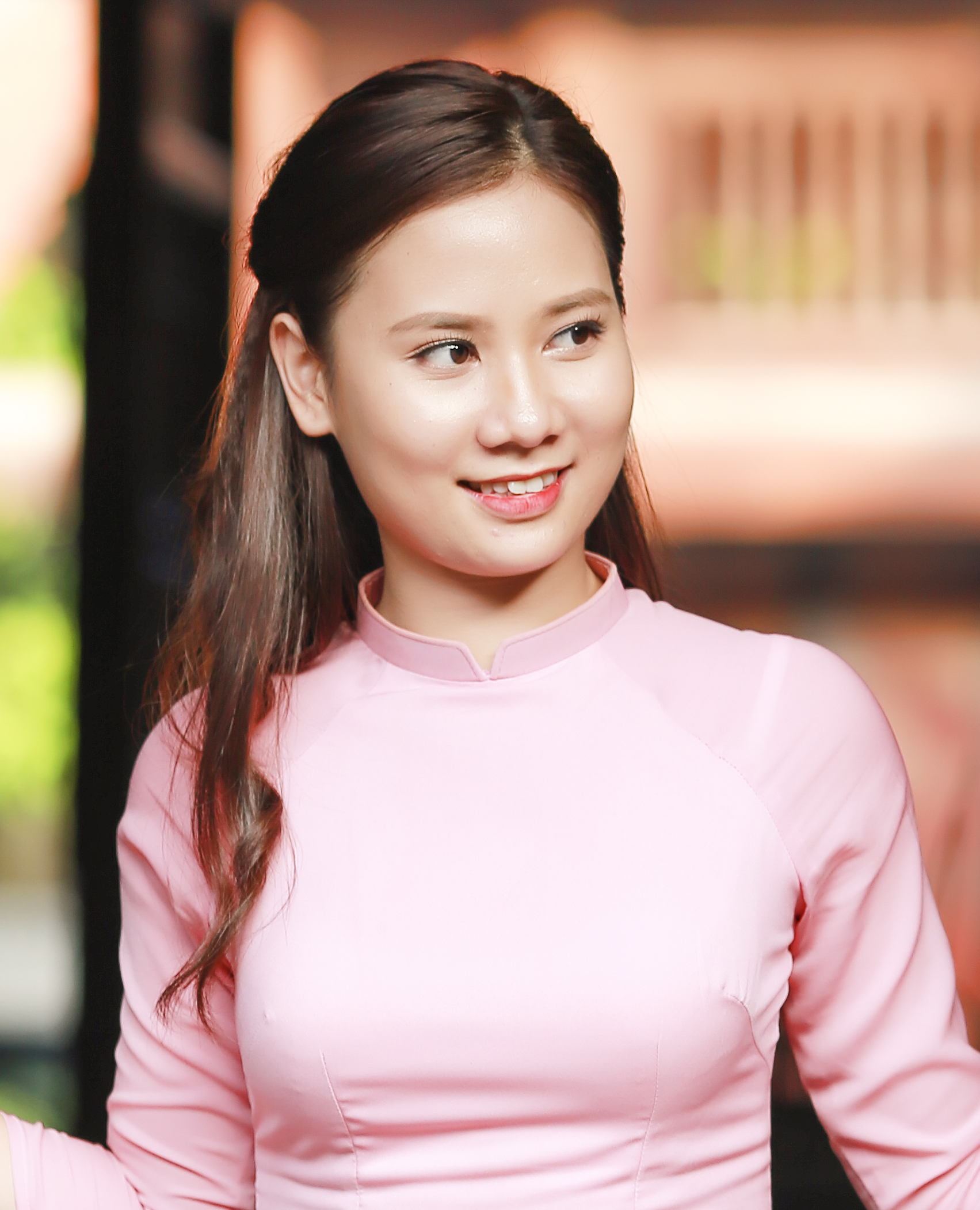
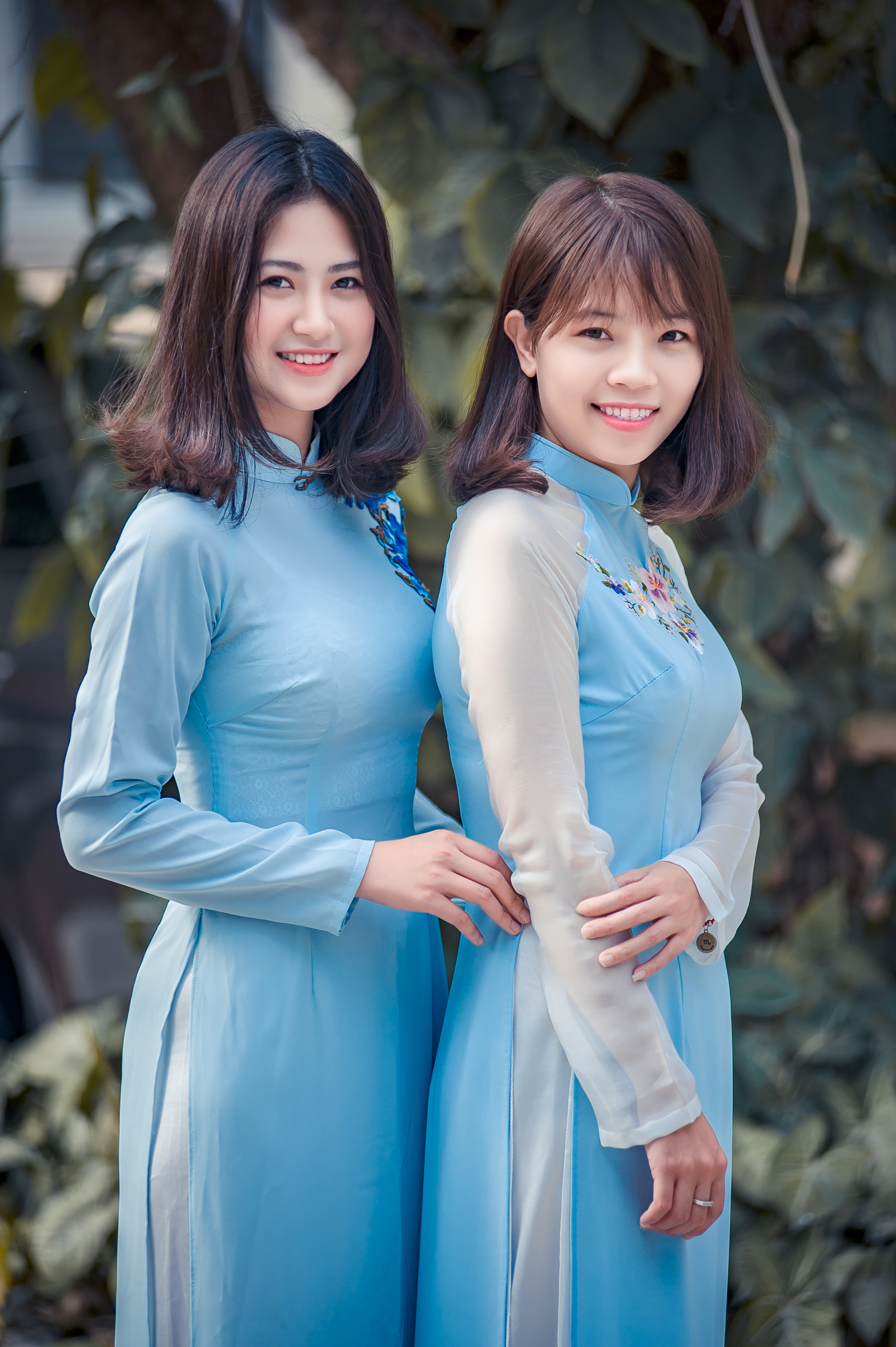